# Grigorij Biełow
Grigorij Andriejewicz Biełow (ros. Григорий Андреевич Белов, ur. 29 września?/12 października 1901 we wsi Sara w guberni symbirskiej (obecnie w obwodzie uljanowskim), zm. 23 czerwca 1994 w Moskwie) – radziecki generał porucznik, Bohater Związku Radzieckiego (1944).

## Życiorys
W 1913 skończył szkołę wiejską, pracował jako robotnik rolny, od kwietnia 1920 służył w Armii Czerwonej, w sierpniu 1920 ukończył kursy polityczne w Samarze i został politrukiem kompanii. Jesienią 1920 i na początku 1921 brał udział w walkach z wojskami Piotra Wrangla, oddziałami Nestora Machno i powstańcami na Północnym Kaukazie. W listopadzie 1920 został kontuzjowany. W sierpniu 1923 uczestniczył w likwidacji grupy buntowników na Kubaniu, w 1925 ukończył kursy komisarzy i politruków Moskiewskiego Okręgu Wojskowego, służył w kawalerii jako politruk, w 1927 skończył eksternistycznie szkołę kawalerii w Twerze, a w 1930 Wojskową Akademię Polityczną w Leningradzie.
Od listopada 1931 do lutego 1935 dowodził pułkiem kawalerii w Starokonstantynowie, od lutego 1935 do grudnia 1936 w Moskiewskim Okręgu Wojskowym, od stycznia 1937 do lutego 1939 był oddelegowany do Mongolii jako instruktor 7 Dywizji Kawalerii Mongolskiej Armii Ludowo-Rewolucyjnej, po powrocie do ZSRR wykładał taktykę na kursach kawalerii w Nowoczerkasku i później taktykę konnicy w Wyższej Wojskowej Szkole Służby Sztabowej w Moskwie oraz w Akademii Wojskowej im. Frunzego.
Od września 1941 do lipca 1942 dowodził rezerwowym pułkiem kawalerii w Kowrowie, potem brał udział w wojnie z Niemcami jako zastępca dowódcy 112 Dywizji Kawalerii i od listopada 1942 do lutego 1943 8 Korpusu Kawalerii/7 Gwardyjskiego Korpusu Kawalerii, w lutym 1943 został dowódcą 16 Gwardyjskiej Dywizji Kawalerii, walczył na Froncie Briańskim (lipiec-wrzesień 1942), Woroneskim (wrzesień-październik 1942), Południowo-Zachodnim (październik 1942-kwiecień 1943), Centralnym (wrzesień-październik 1943), Białoruskim (październik 1943-luty 1944) i 1 Białoruskim (luty 1944-maj 1945). Uczestniczył w operacji woronesko-woroszyłowgradzkiej, bitwie pod Stalingradem, operacji średniodońskiej, woroszyłowgradzkiej i czernihowsko-prypeckiej, bitwie o Dniepr, operacji homelsko-rzeczyckiej, kalenkowiecko-mozyrskiej, brzesko-lubelskiej, warszawsko-poznańskiej, pomorskiej i berlińskiej.
Szczególnie wyróżnił się podczas forsowania Dniepru 26–28 września 1943 w obwodzie homelskim, gdy wraz z dywizją uchwycił przyczółek na zachodnim brzegu rzeki.
Po wojnie dowodził dywizją kawalerii w Białoruskim i Zakaukaskim Okręgu Wojskowym, od kwietnia 1947 do września 1949 16 Gwardyjską Dywizją Zmechanizowaną, a od września 1949 do lipca 1954 17 Korpusem Piechoty w Samarkandzie (od 1953 w stopniu generała porucznika), od września 1954 do lutego 1958 był starszym doradcą wojskowym dowódcy okręgu wojskowego Chińskiej Armii Ludowo-Wyzwoleńczej. Później pracował w Akademii Wojskowej im. Frunzego, 1959-1960 jako kierownik katedry, a 1960-1962 szef wydziału, w listopadzie 1962 zakończył służbę wojskową.
W latach 1951–1955 był deputowanym do Rady Najwyższej Uzbeckiej SRR 3 kadencji. Był honorowym obywatelem miasta Brandenburg. Jego imieniem nazwano ulicę we wsi Sara.

## Odznaczenia
- Złota Gwiazda Bohatera Związku Radzieckiego (15 stycznia 1944)[1]
- Order Lenina (trzykrotnie – 15 stycznia 1944, 30 kwietnia 1945 i 29 maja 1945)
- Order Czerwonego Sztandaru (czterokrotnie – 23 marca 1943, 6 sierpnia 1944, 3 listopada 1944 i 15 listopada 1950)
- Order Suworowa II klasy (6 kwietnia 1945)
- Order Wojny Ojczyźnianej I klasy (11 marca 1985)
- Order Czerwonej Gwiazdy (28 października 1967)
- Order Znak Honoru (14 maja 1936)
- Medal „Za zwycięstwo nad Niemcami w Wielkiej Wojnie Ojczyźnianej 1941–1945”
- Medal „Za wyzwolenie Warszawy”
- Order Virtuti Militari V klasy (Polska Ludowa, 24 kwietnia 1946)
- Medal za Warszawę 1939–1945
- Medal za Odrę, Nysę, Bałtyk

I inne.